# Отравление ядерного реактора
Отравление ядерного реактора ― обычно нежелательное поглощение нейтронов веществами с большим эффективным сечением. Также это явление используется в некоторых типах реакторов для того, чтобы снизить изначально высокую реактивность свежего топлива. Некоторые вещества во время работы реактора перестают поглощать нейтроны.
Захват нейтронов продуктами деления с коротким периодом полураспада временно снижает реактивность и мощность реактора; захват нейтронов долгоживущими или стабильными продуктами деления называется шлакованием реактора.

## Отравление реактора продуктами деления
Некоторые продукты деления, образующиеся в ходе ядерных реакций, обладают высокой способностью поглощать нейтроны. Например, сечение захвата нейтронов ксеноном-135 достигает 3 млн барн, а сечение захвата нейтронов самарием-149 — 74500 барн. Поглощение нейтронов этими веществами понижает реактивность или даже делает невозможной работу активной зоны реактора.
Имея самое большое сечение захвата нейтронов, ксенон-135 особенно сильно усложняет работу ядерного реактора. В периоды стационарной работы при постоянном уровне потока нейтронов концентрация ксенона-135 достигает постоянной величины примерно за 40-50 часов. При увеличении мощности реактора концентрация ксенона-135 первоначально уменьшается, поскольку на новом, более высоком уровне мощности увеличивается выгорание.
Поскольку ксенон-135 образуется в результате распада иода-135, период полураспада которого составляет 6-7 часов, скорость появления ядер ксенона меняется не сразу. Из-за этого концентрация ксенона поначалу оказывается ниже равновесной для нового уровня мощности. Равновесие устанавливается примерно за 40-50 часов.
В отличие от ксенона-135, самарий-149 не распадается. Концентрация этого вещества и создаваемый им эффект достигают равновесного значения во время работы реактора примерно за 500 часов (около трех недель) и остаются практически постоянными во время работы реактора. Также эксплуатацию реактора усложняет гадолиний-157, имеющий сечение захвата 200000 барн.

## Накопление продуктов деления
Существует множество других продуктов деления, которые в силу своей концентрации и сечения поглощения тепловых нейтронов оказывают отравляющее воздействие на работу реактора. Сечение поглощения нейтронов такими веществами увеличивается в среднем на 50 барн на акт деления в реакторе. Накопление в топливе отравляющих продуктов деления в конечном итоге приводит к потере эффективности, а в некоторых случаях и к нестабильности. На практике срок службы ядерного топлива определяется накоплением отравляющих реактор веществ, которые гасят цепную реакцию задолго до того, как произойдут все возможные деления. Так, твёрдое отработанное ядерное топливо содержит около 97 % исходного расщепляющегося материала, присутствующего в недавно изготовленном ядерном топливе. Очистка топлива от продуктов деления позволяет использовать его повторно.
Другие способы удалять продукты деления включают твердое, но пористое топливо, которое позволяет выводить продукты деления, а также жидкое или газообразное топливо (реактор на расплавах солей или растворах солей). Это облегчает проблему накопления продуктов деления в топливе, но усложняет их безопасное выделение и хранение. Некоторые продукты деления сами по себе стабильны или быстро распадаются на стабильные нуклиды. Некоторые средне- и долгоживущие продукты деления, имеющие существенное сечение захвата, такие как технеций-99, предполагается превращать в более полезные вещества в ходе ядерной трансмутации.
Другие продукты деления с относительно высокими сечениями поглощения включают 83 Kr, 95 Mo, 143 Nd, 147 Pm. Выше этой массы даже многие изотопы с четным массовым числом имеют большие сечения поглощения, что позволяет одному ядру последовательно поглощать несколько нейтронов. Деление более тяжелых актиноидов производит больше тяжелых продуктов деления в диапазоне лантаноидов, поэтому общее сечение поглощения нейтронов продуктами деления выше.
Реактор на быстрых нейтронах отравляется другими продуктами деления, поскольку сечения поглощения нейтронов для тепловых и быстрых нейтронов существенно отличаются. В быстрых реакторах с охлаждением смесью свинца и висмута захват нейтронов в активной зоне в основном осуществляется такими ядрами, как 133 Cs,
 101 Ru, 103 Rh, 99 Tc, 105 Pd и 107 Pd, а в зоне воспроизводства 6-е место по общему сечению захвата занимает 149 Sm.

## Отравляющие реактор продукты распада
Помимо продуктов деления, в реакторе распадаются и другие атомные ядра, образуя вещества, которые действуют как поглотители нейтронов. Примером этого является превращение трития в гелий-3 . В обычных условиях этот распад не оказывает существенного влияния на работу реактора, поскольку период полураспада трития составляет 12,3 года. Однако если тритий производится в реакторе, а затем остается там в течение длительного простоя в течение нескольких месяцев, достаточное количество трития может превратиться в гелий-3, что серьёзно понизит реактивность. Реакторы на тяжелой воде под давлением производят небольшие, но заметные количества трития посредством захвата нейтронов в замедлителе на тяжелой воде. Высокая рыночная стоимость трития и гелия-3 позволяет периодически извлекать тритий из замедлителя/охладителя некоторых реакторов CANDU и выгодно продавать извлечённый изотоп. Борирование воды (добавление борной кислоты к замедлителю/охладителю), которое обычно применяется в легководных реакторах под давлением, также приводит к образованию значительных количеств трития:
```

  

    

      

        

          

            
B

            

            

            

            
5

            
10

          

          
+

          
n

          

            
=

          

          
α

          
+

          

            
Li

            

            

            

            
3

            
7

          

        

      

    

    
{\displaystyle {\ce {^{10}_{5}B +n = \alpha + ^7_3Li}}}

  

, 

  

    

      

        

          

            
Li

            

            

            

            
3

            
7

          

          
+

          
n

          

            
=

          

          
α

          
+

          
n

          
+

          

            
H

            

            

            

            
1

            
3

          

        

      

    

    
{\displaystyle {\ce {^7_3Li +n = \alpha + n + ^3_1H}}}

  

```

или (в присутствии быстрых нейтронов)
{\displaystyle {\ce {^7_3Li +n = 2n + ^6_3Li}}} и {\displaystyle {\ce {^6_3Li +n = \alpha + ^3_1H}}} . Быстрые нейтроны также производят тритий непосредственно из бора.
{\displaystyle {\ce {^{10}_{5}B +n = 2\alpha + ^3_1H}}}
Все ядерные реакторы деления производят определенное количество трития посредством тройного деления.

## Контроль поглощения нейтронов

Схематическое изображение регулирующих стержней ядерного реактора. При опущенных стержнях управления реакция становится докритической: поглощается слишком много нейтронов для возникновения цепной реакции. Подтягивание стержней приводит реактор в критическое состояние, и топливные стержни начинают выделять тепло.

В процессе работы реактора количество топлива, содержащегося в активной зоне, монотонно уменьшается. Если реактор должен работать в течение длительного периода времени, при заправке реактора необходимо добавить топливо сверх необходимого для достижения критичности. Положительная реактивность, обусловленная избытком топлива, должна быть уравновешена отрицательной реактивностью поглотителя нейтронов. Одним из методов является использование подвижных регулирующих кассет, содержащих поглощающий нейтроны материал. Тем не менее, использование только стержней управления для уравновешивания избыточной реактивности может оказаться нецелесообразным, поскольку для стержней или их механизмов может быть недостаточно места, особенно на подводных лодках.

### Выгорание отравляющих веществ
Для контроля большого количества избыточной реактивности топлива без использования регулирующих стержней в активную зону загружаются выгорающие поглотители, имеющие высокое сечение поглощения нейтронов и превращающиеся в материалы с относительно низким сечением поглощения. Поэтому отрицательная реактивность выгорающего поглотителя уменьшается в течение срока службы активной зоны. В идеале поглотители должны снижать свою отрицательную реактивность с той же скоростью, с которой истощается избыточная положительная реактивность топлива.
Для этих целей обычно используются соединения бора или гадолиния, добавляемые в топливо или вводимые в виде отдельных решетчатых штифтов или пластин. В отличие от управляющих стержней, эти способы обеспечивают более равномерное распределение поглотителя и оказывают меньшее негативное влияние на распределение мощности в активной зоне. Также выгорающие поглотители могут быть дискретно загружены в определенные места активной зоны с целью управления профилями потока, не допускающего чрезмерного потока и пиков мощности вблизи определенных областей реактора. Однако в настоящее время для этих целей чаще используются невыгорающие поглотители.

## Поглотители

### Невыгорающие поглотители
Невыгорающий поглотитель сохраняет почти постоянную отрицательную реактивность на протяжении всего срока службы активной зоны. Например, гафний имеет пять стабильных изотопов, от 176
Hf до 180
Hf. Все они могут поглощать нейтроны, и только 181
Hf претерпевает бета-распад, порождая 181
Ta. Благодаря этому отрицательная реактивность поглотителя остаётся почти неизменной.

### Выгорающие поглотители
Выгорающий поглотитель компенсирует в начале кампании реактора часть запаса реактивности. Постепенно его концентрация уменьшается, он меньше захватывает нейтроны и высвобождает реактивность в течение кампании реактора. Этим гарантируется более долгий срок службы при относительно постоянном уровне мощности. С топливной сборкой, содержащей как расщепляемый материал, так и выгорающий поглотитель в тщательно распределенном количестве, можно обеспечить увеличенный срок службы топливного элемента с относительно постоянным образованием нейтронов и реакционной способностью.
Традиционно используемые выгорающие поглотители включают бор, гадолиний, самарий, европий и другие редкоземельные элементы, которые при поглощении нейтронов приводят к изотопам с достаточно низким сечением захвата нейтронов и становятся прозрачными для нейтронов.

### Растворимые поглотители
Растворение поглотителей в охлаждающей жидкости обеспечивает равномерное поглощение нейтронов. В коммерческих водо-водяных реакторах для этих целей чаще всего используется борная кислота. Изменяя концентрацию борной кислоты в теплоносителе при помощи введения кислоты или разбавления, можно легко изменять реактивность активной зоны. При увеличении концентрации бора (борирование) теплоноситель/замедлитель поглощает больше нейтронов, добавляя отрицательную реактивность. При уменьшении концентрации бора (разбавлении) реактивность увеличивается. Изменение концентрации бора в реакторе — медленный процесс, который используется в основном для компенсации выгорания топлива или накопления отравляющих веществ.
Изменение концентрации бора позволяет свести к минимуму использование регулирующих стержней, из-за чего поток по сердечнику становится более плоским, чем при вставке стержней. Более плоский профиль потока возникает из-за отсутствия областей сильного поглощения, которые возникли бы вблизи вставленных регулирующих стержней. Эта система не получила широкого распространения, поскольку химикаты делают температурный коэффициент реактивности замедлителя менее отрицательным. Во всех коммерческих типах водо-водяных реакторов, работающих в США (Westinghouse, Combustion Engineering и Babcock & Wilcox), в отличие от реакторов ВМС США и реакторов с кипящей водой, для контроля избыточной реактивности используется борная кислота. Однако она увеличивает риск коррозии, что показал инцидент 2002 года на атомной электростанции Дэвис-Бесс.
Растворимые яды также используются в системах аварийного отключения. Во время аварийной остановки реактора операторы могут вводить растворы, содержащие поглощающие нейтроны вещества, такие как бура и нитрат гадолиния (Gd(NO 3)3·x H 2 O), непосредственно в теплоноситель реактора.